# Teilwasserwechsel

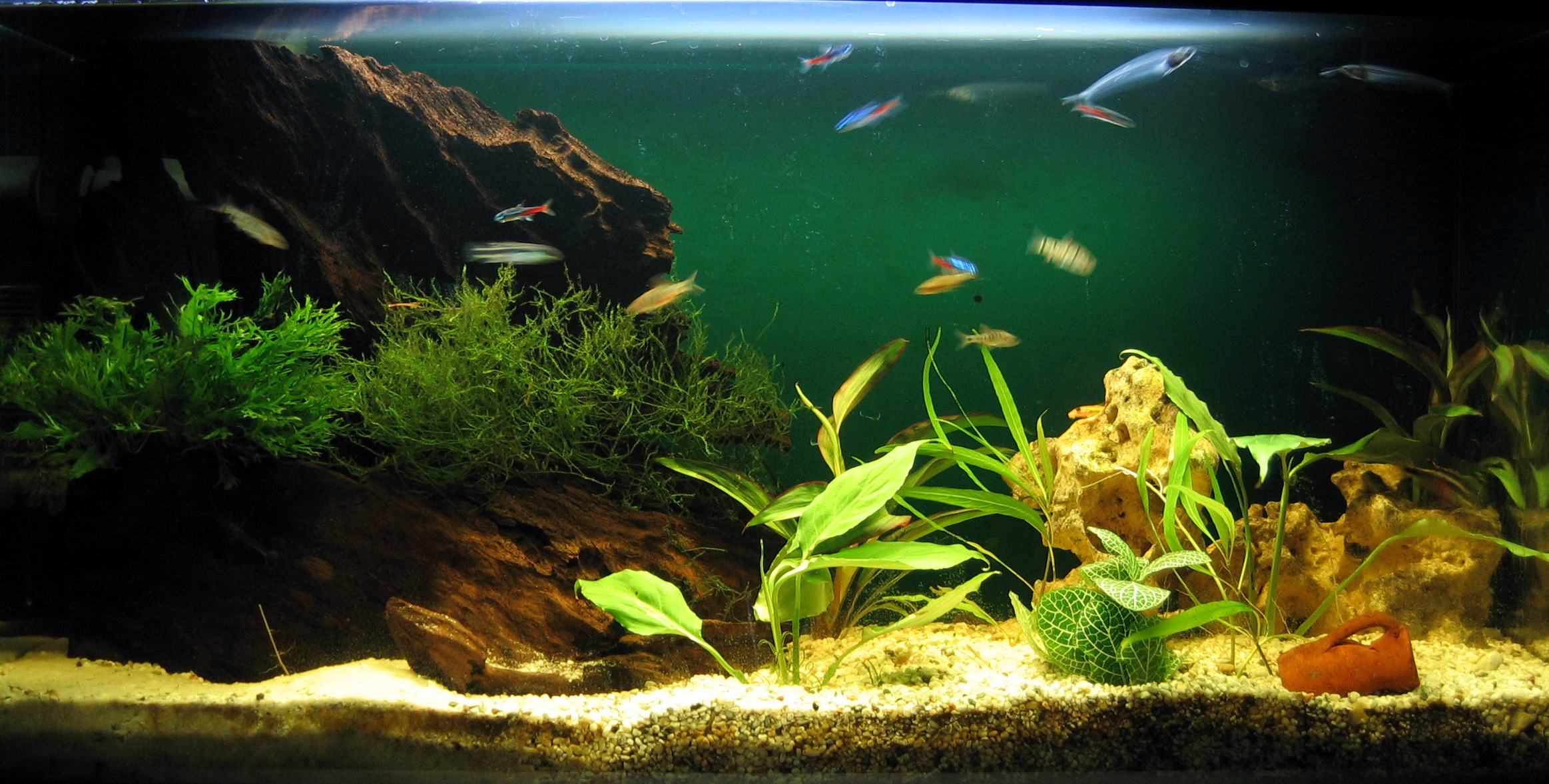
Einfaches Haus-Aquarium, 80 × 40 × 30 cm mit 96 l Bruttoinhalt.

Ein Teilwasserwechsel ist der teilweise Austausch des in einem Aquarium befindlichen Wassers gegen Frischwasser. Er gehört bei den meisten Aquarien zu den regelmäßig durchgeführten Arbeits- und Pflegeschritten. Im Gegensatz dazu werden Altwasseraquarien ohne regelmäßigen Wasserwechsel betrieben.

## Gründe für den Teilwasserwechsel
Die meisten im Aquarium gehaltenen Lebewesen entstammen Lebensräumen, in denen die Stoffwechselabbauprodukte regelmäßig weggespült und neue Nährstoffe herangeführt werden. Im Aquarium wird diese Wasserbewegung durch Filter teilweise ersetzt. Jedoch werden nicht alle Stoffwechselprodukte von Fischen und Wirbellosen vollständig aus dem Wasser entfernt. Auch bestimmte Pflanzenarten geben Stoffe ab, die andere Pflanzen in ihrem Wachstum hemmen, was als Allelopathie bezeichnet wird.
Der Teilwasserwechsel trägt überschüssige Nährstoffe aus, insbesondere Nitrat und Phosphat. Hierbei liegt das Augenmerk vor allem auf den Spurenelementen, da die Makronährstoffe Nitrat und Phosphat bereits durch Fischfutter in mehr als ausreichender Menge ins Becken gelangen. Für die Versorgung der Pflanzen mit Kohlendioxid ist er nicht relevant. Dieses entsteht, außer in frisch eingerichteten Becken, zumindest für weniger anspruchsvolle Pflanzen, bereits durch Fischatmung und bakterielle Abbauprozesse in ausreichendem Maß sowie durch die Pflanzen, die nachts selber Sauerstoff verbrauchen und Kohlenstoffdioxid abgeben. Zu den Pflanzen, die dadurch meist ausreichend versorgt werden, zählen das Flutende Pfeilkraut, die Grasartige Schwertpflanze, Wasserpest, der Indische Wasserfreund, Vallisnerien sowie der Indische Wasserstern.
Zu beachten ist allerdings, dass für eine nennenswerte Schadstoffeliminierung regelmäßig große Wasserwechsel erforderlich sind, wie sie etwa von der Amano-Schule propagiert wurden.

## Häufigkeit
Aquarianer haben unterschiedliche Erfahrungswerte, wie häufig ein Teilwasserwechsel vorgenommen werden sollte. Die empfohlenen Wechselintervalle schwanken zwischen jeweils drei Tagen und vier Wochen. Gut bepflanzte, große Aquarien mit einem geringen Fischbesatz sind generell biologisch stabiler und Teilwasserwechsel fallen damit seltener an.

## Arbeitsschritte
Der Teilwasserwechsel wird meist in Verbindung mit dem Absaugen des Mulms mittels einer Mulmglocke vorgenommen. Beim Teilwasserwechsel wird meist zwischen einem Viertel und einem Drittel der Wassermenge entfernt. Es wird häufig mit Leitungswasser, aber auch durch Regen-, Teich-, Bach- oder auch entmineralisiertes Wasser wieder aufgefüllt. Dabei empfiehlt es sich, darauf zu achten, dass sich das zugeführte Wasser in der Temperatur nicht zu stark vom Aquarienwasser unterscheidet, da die in den meisten Aquarien vorhandene Heizung längere Zeit braucht, um das Wasser wieder auf die gewünschte Temperatur zu bringen.

## Automatischer Wasserwechsel

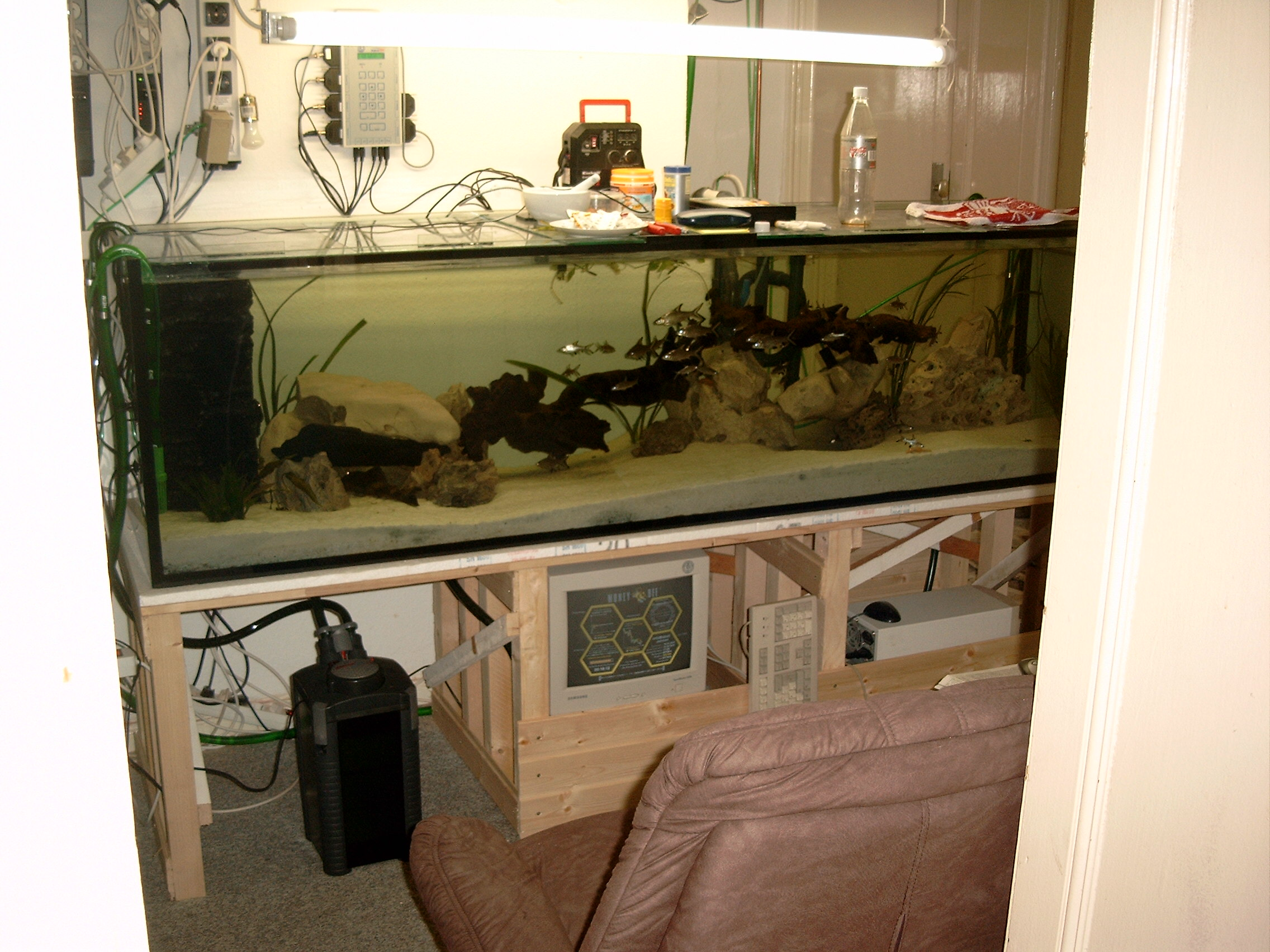
800-Liter-Aquarium mit computergestütztem Wasserwechsel

In der heutigen Zeit ist ein automatischer computergesteuerter Wasserwechsel möglich.
Die Voraussetzung ist, dass ein automatischer Überlauf vorhanden ist, wie es auf dem Bild in der Bildmitte hinter dem Aquarium zu sehen ist. Es gibt kommerzielle Aquariensteuerungen, alternativ geht es auch mit einer Schaltuhr, die zum Beispiel jede volle Stunde am Tage für 5 Minuten Frischwasser mit Hilfe eines Ventils einlässt.
Auf dem Bild erkennbar oben links ist eine Steuerung mit diversen Sensoren die z. B. die Temperatur, pH-Wert und die Sauerstoffsättigung messen und über Schaltausgänge den Wasserwechsel steuert. Das gezeigte System alarmiert bei Stromausfall oder Überschreitung der Werte per SMS. Weiterhin werden die gemessenen Wasserwerte an einen PC (unter dem Aquarium) übermittelt.